# 生きているがゆえ
『生きているがゆえ』（いきているがゆえ）は熊木杏里8枚目のアルバム。2014年12月17日、Billboard Recordsからリリース。

## 解説
通常盤・初回限定盤A・初回限定盤Bの3形態で発売。
初回限定盤Aは、「熊木杏里Live from Works」（2014年11月7日）ライブ映像10曲収録DVDを同梱。
初回限定盤Bは、「熊木杏里live from Works」のライブ音源5曲収録CD（初回限定盤Aと楽曲は被らない）が同梱されたCD2枚組仕様。

## 収録曲

### 初回限定盤A・初回限定盤B・通常盤共通CD
1. あなただった
  - MVが制作された。
2. 旅
3. 生きている故の話
4. Short film
5. 私が見えますか?
6. 逆光
7. 太陽の種
8. スカートマジック
9. 冬空エスコート
10. 小さな創世記
11. 愛を

### 初回限定盤A　DVD
1. 月読の詩
2. 教室
3. 魚
4. 四季
5. 幻
6. 林檎の芯
7. 波
8. 春馬
9. 幸せを育てよう
10. この道

### 初回限定盤B　CD
1. 喝采
2. ずっとね
3. 匙
4. 都会
5. メッセージ